# Canale del Zuid-Beveland
Il canale del Zuid-Beveland (in olandese: Kanaal door Zuid-Beveland) è un canale artificiale dei Paesi Bassi nel bacino del delta del Reno, della Mosa e della Schelda nella provincia della Zelanda.

## Geografia
Il canale attraversa il Zuid-Beveland, con una orientazione nord-sud pressoché perfetta, tra Wemeldinge a nord e Hansweert a sud ed è lungo 9 chilometri, largo 24 metri e profondo da 4,80 a 6,50 metri. Questo permette di collegare la Schelda Orientale con la Schelda Occidentale attraverso una via navigabile.

## Storia
I lavori di costruzione cominciarono nel 1850 e il canale fu terminato nel 1866. Nel secolo successivo è stato uno dei canali tra i più frequentati d'Europa. Dopo la costruzione del Canale Schelda-Reno, la sua importanza è estremamente diminuita.